# BLAST (távcső)

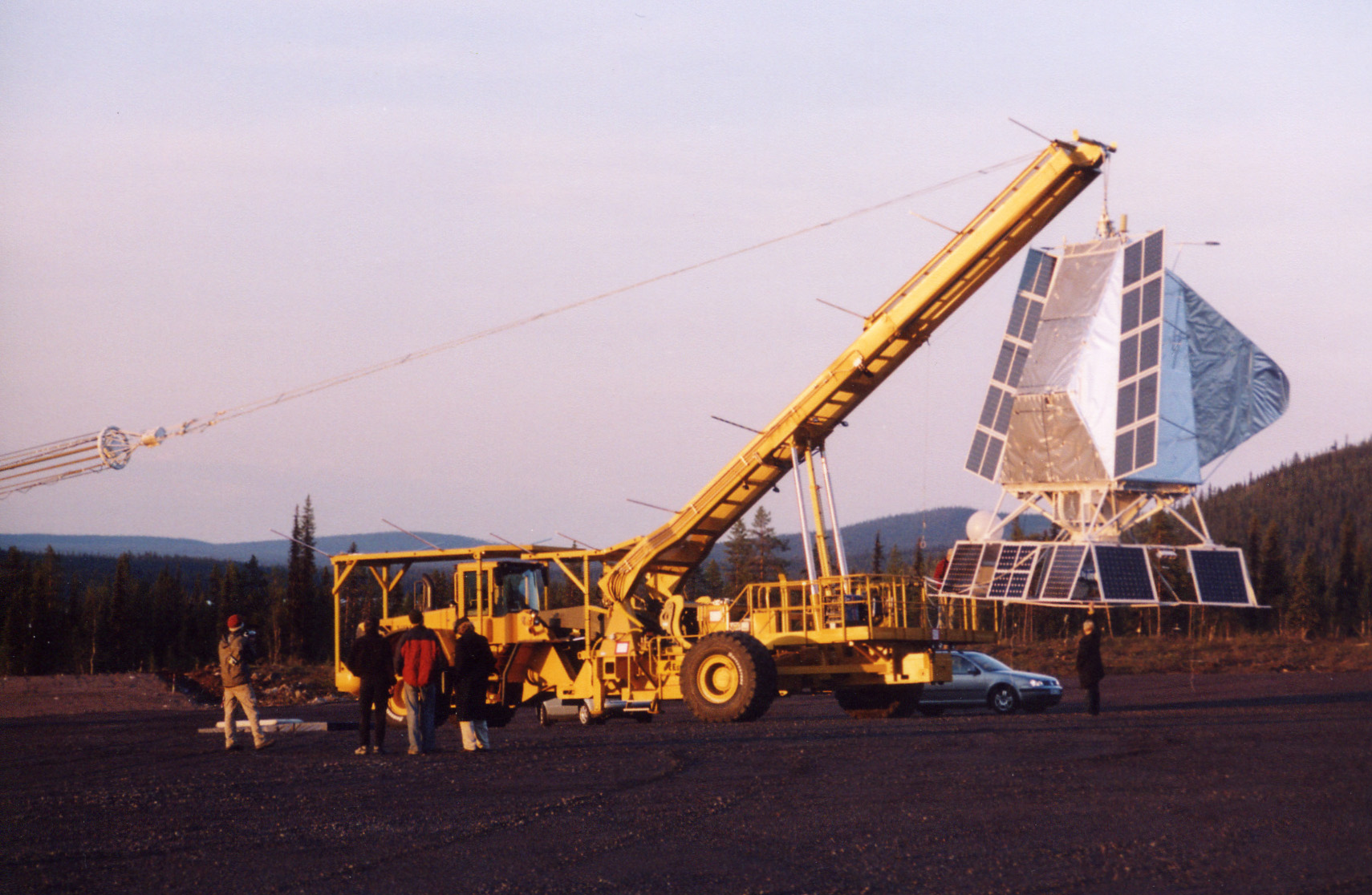
A BLAST felszállása előtt, az indító járművön függ

A BLAST (Balloon-Borne Large Aperture Submillimeter Telescope) szubmilliméteres csillagászati távcső, amely léggömb segítségével emelkedik fel és amellyel szubmilliméteres hullámhosszakon vizsgálják a hideg, diffúz galaktikus forrásokat és a Naprendszer égitestjeit. Két méteres elsődleges tükre közvetlenül küldi a fényt a 250, 350 és 500 µm-en működő bolométerre, melyeket az azóta felbocsátott Herschel űrtávcső SPIRE detektora számára építettek. A távcső 2007-es harmadik repülése után szinte teljesen megsemmisült, mert a leszállás után ejtőernyője nem oldódott le, és a viharos erejű szél mintegy 200 kilométeren keresztül vonszolta. Az újjáépített távcső első repülését 2010-ben tervezik.